# 선부동
선부동(仙府洞)은 경기도 안산시 단원구의 법정동이다. 행정동은 선부1동, 선부2동, 선부3동으로 구성되어 있다.

## 개요
선부동 이름의 유래로는 옛날에 선녀가 내려와 목욕을 하던 우물이 있었다고 하여 仙(신선 선), 府(마을 부)를 사용하여 선부동이라고 하였다.( 그 우물의 이름은 `석수골 우물` 이라고 부름).선부동은 조선시대에 안산군 대월면 선부리와 달산리로 불리었다가, 1914년 3월 1일 시흥군 군자면 선부리로 개칭되었고, 이어 1986년 1월 1일 안산시 선부동으로 되었다. 그 후 1991년 11월 18일 인구증가에 따라 선부동이 선부1, 2동으로 분리 개칭되어 42개통 200개반으로 현재에 이르고 있다. 폐동되기 전 자연취락 마을로 관모산이 있었는데 이는 현재 관산초등학교 뒷산이 관리가 쓴 제모처럼 생겨 관모산으로 불리다가 이산 서쪽 기슭에 마을이 형성되자 마을 이름을 ‘관모산’이라 칭하였으며 1983년 폐동 전까지 24호가 거주하였다. 1993년 12월 6일 선부2동에서 선부3동이 분리되었다. 1995년 4월 25일 시흥시 화정동 일부를 선부3동에 편입하였다.

## 법정동
- 화정동(花井洞) 3동
- 선부동(仙府洞)

## 교육

### 선부1동
- 원일초등학교

### 선부2동
- 선일초등학교
- 석수초등학교
- 정지초등학교
- 원일중학교
- 석수중학교
- 선일중학교
- 경일관광경영고등학교
- 선부고등학교

### 선부3동
- 안산강서고등학교
- 선부초등학교
- 화정초등학교
- 선부중학교

## 문화재
- 고송정지 - 경기도 기념물 제101호

## 아파트
| 단지명                      | 건설사                           | 시행사                               | 주소                   | 입주        | 비고                 |
| --------------------------- | -------------------------------- | ------------------------------------ | ---------------------- | ----------- | -------------------- |
| e편한세상 선부 파크플레이스 | 고려개발                         | 고려개발                             | 단원구 선부광장남로 63 | 2018년 10월 | 군자주공8단지 재건축 |
| e편산세상 선부역 어반스퀘어 | DL이앤씨                         | 군자주공7단지 주택재건축정비사업조합 | 단원구 선부광장서로 42 | 2020년 9월  | 군자주공7단지 재건축 |
| 안산 라프리모               | 대우건설 SK에코플랜트 포스코건설 | 군자주공6단지 주택재건축정비사업조합 | 단원구 선부광장남로 17 | 2020년 1월  | 군자주공6단지 재건축 |